# Reserva da Biosfera Mbaracayú
A Reserva da Biosfera Mbaracayú no Paraguai, é formada pelas floresta do rio Jejuí Guazú e Reserva Natural do Bosque Mbaracayú. É importante na conservação das Florestas do Alto Paraná, importante ecorregião da Mata Atlântica. Esta ecorregião compreende, além de florestas no Paraguai, as florestas do interior do Brasil e nordeste da Argentina.
No ano 2000, ela se tornou Reserva da biosfera na 16º Seção do Conselho Internacional da Unesco, sendo a primeira e única  a ser criada no Paraguai.
1. ↑  «Banco Mundial destinará US$ 970 mil a Reserva Mbaracayú». ABC Color. Consultado em 10 de março de 2013